# گمینا ویشنگتسه
گمینا ویشنگتسه (به لهستانی:  Gmina Wisznice) یک گمینا در لهستان است که در شهرستان بیاوا پودلاسکا واقع شده‌است. گمینا ویشنگتسه ۱۷۳ کیلومتر مربع مساحت و ۵٬۰۶۰ نفر جمعیت دارد.